# Meteosat

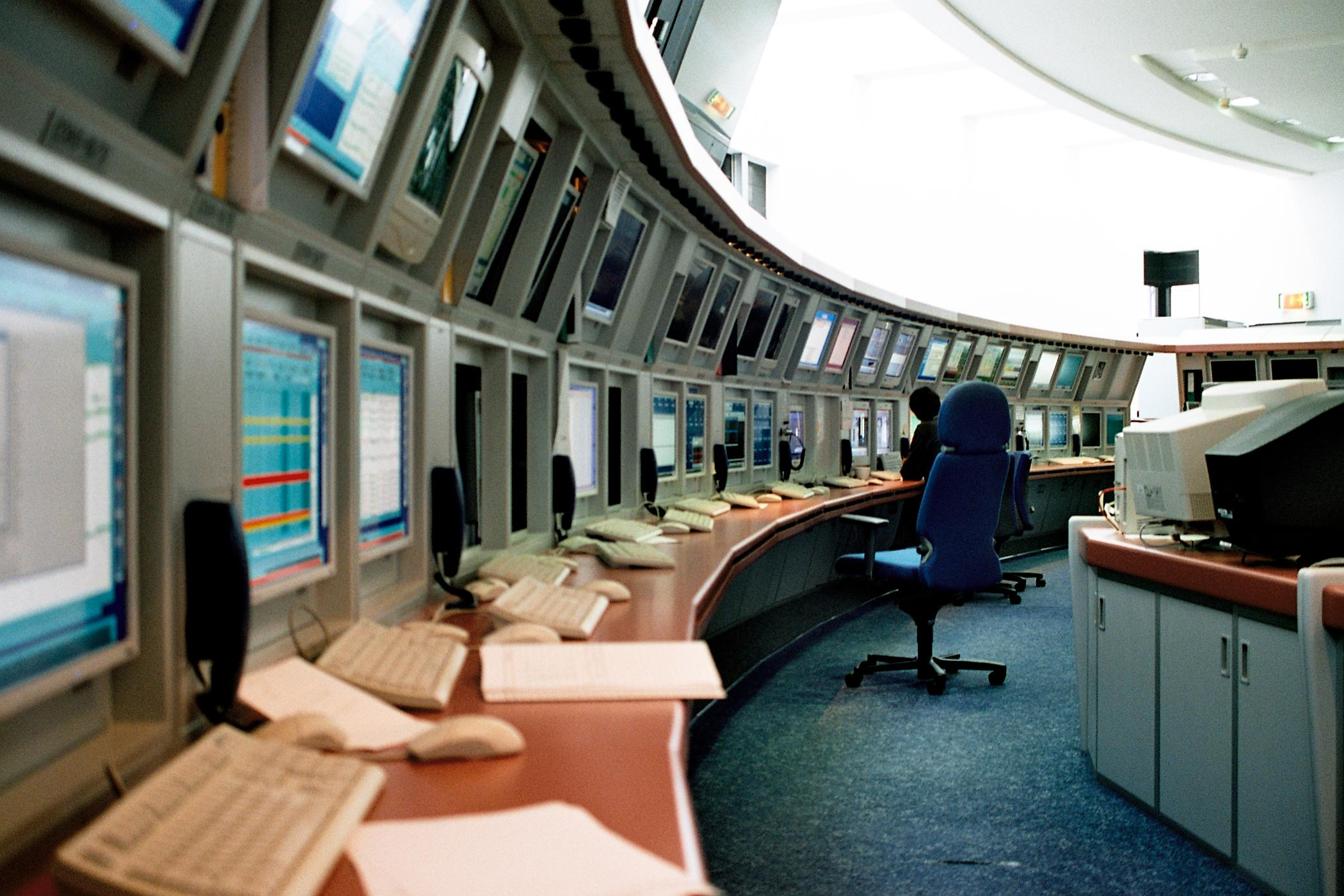
Centrul de control al MSG din Darmstadt.

Meteosat este o serie de sateliți artificiali cu scopul de a aduna date meteorologice operați de EUMETSAT. 

## Prima generație

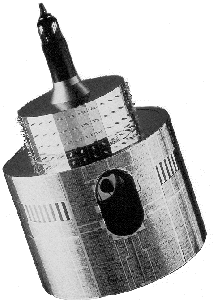
O fotografie a unui satelit Metsat aparţinând primei generaţii

Prima generație de sateliți Meteosat a fost alcătuită din sateliții Meteosat-1 și până la Meteosat-7. Aceștia transmiteau observații meteorologice din spațiu pentru câteva părți ale Terrei.
Sateliții au fost produși de către consorțiul COSMOS. Ei au 2,1 metri în diametru și 3,195 metri lungime. Masa sa inițială pe orbită este de 282 kg, iar pe orbită, sateliții se rotesc cu 100 rpm în jurul axelor lor. 

## A doua generație

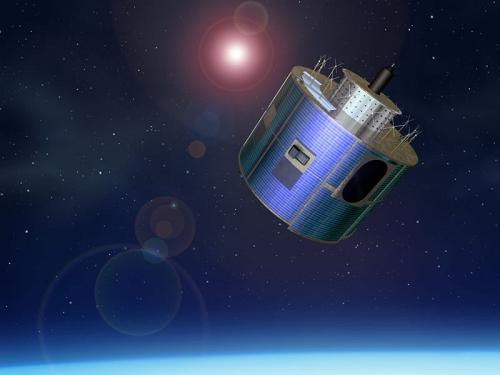
A doua generaţie de sateliţi artificiali Meteosat

Sateliții din a doua generație Metsat au 3,2 metri în diametru și 2,4 metri înălțime și o rotație în sensul invers acelor de ceasornic de 100 RPM  la o altitudine 36,000 km. 
Pe 29 ianuarie 2004, primul satelit din a doua generație Meteosat, MSG-1, renumit Meteosat-8, a făcut primele operații de rutină.
Lansarea satelitului MSG-2 (redenumit ulterior Meteosat-9) a avut loc pe 21 decembrie 2005.
Ambii sateliți Meteosat-8 și Meteosat-9 sunt situate deasupra Africii, iar Meteosat-7 este siruat deasupra Oceanului Indian, trimițănd imagini odată la fiecare 30 de minute.

## A treia generație
Considerând lungul ciclu de dezvoltare pentru un nou sistem spațial observațional, EUMETSAT a lucrat încă din 2000 la definirea și planificarea pentru un nou sistem care va folosi la o a treia generație Meteosat (MTG).
Pe 19 martie 2010, ESA a ales Thales Alenia Space pentru negocierea unui contract care ar fi semnat în luna iunie. 
Pe 22 iunie 2010, EUMETSAT a confirmat alegerea Thales Alenia Space pentru proiect. 